# Panské louky
Panské louky jsou přírodní rezervace poblíž města Moravský Beroun v okrese Olomouc. Oblast spravuje Agentura ochrany přírody a krajiny ČR. Důvodem ochrany je uchování typického společenstva pramenných rašelinných lesů na rozvodí.